# صنعتی‌سازی مجدد

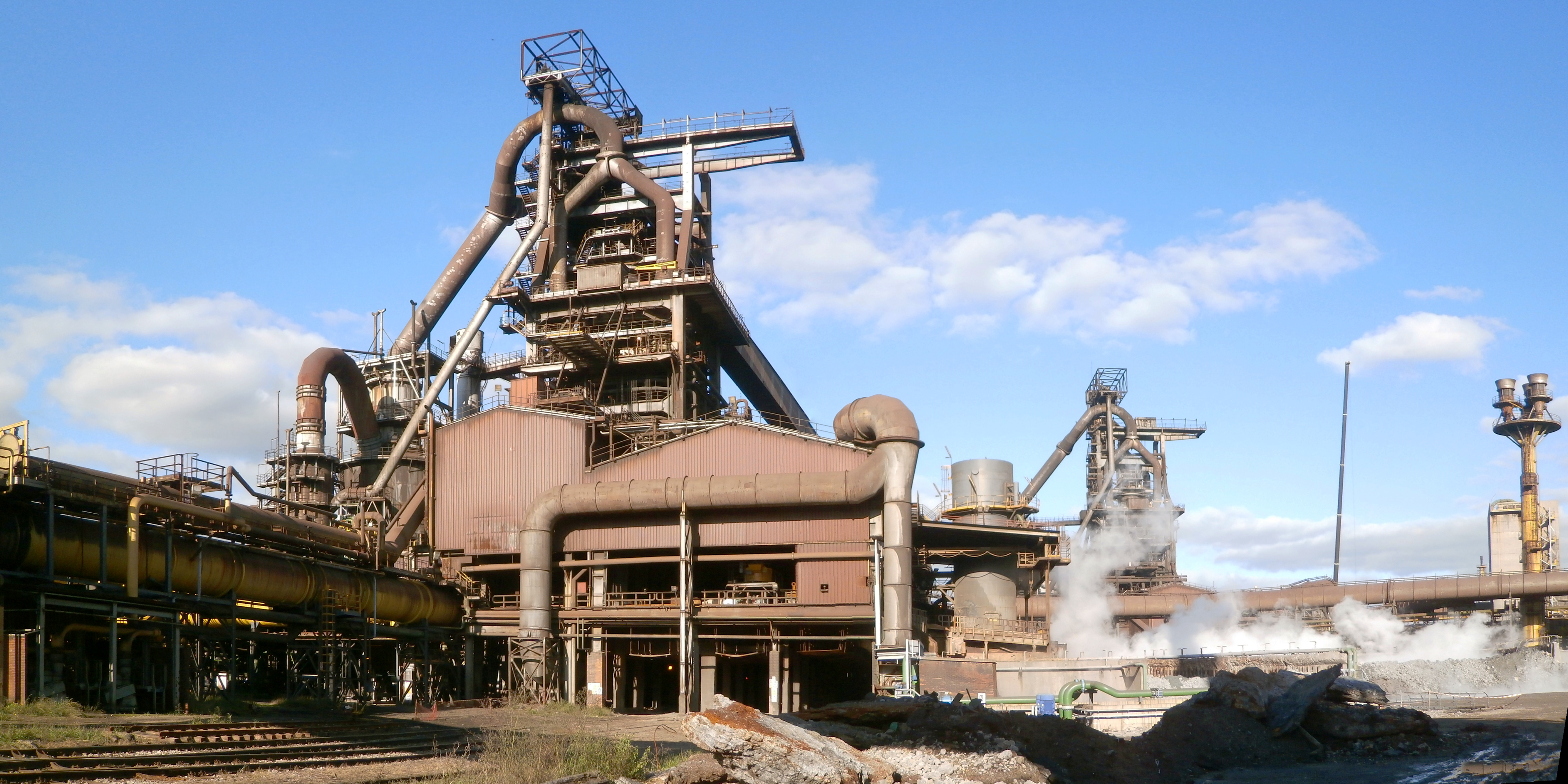
شروع عصر صنعتی سازی

صنعتی‌سازی مجدد، فرایند اقتصادی، اجتماعی و سیاسی سازماندهی منابع ملی به منظور برقراری و تجدید کردن صنایع است. این فرایند به‌عنوان تجدید نیرو و نیروی تازه بخشیدن به صنایع به پیش می‌رود.

## تفسیر
چین، هند و جنوب شرق آسیا در قسمت‌های عمده‌ای از تاریخ بشر قدرت صنعتی بوده‌اند. این کشورها و مناطق از فقدان تولیدات صنعتی به دلیل استعمار در طول ۱۸-قرن ۲۰ رنج می‌برند. پس از چند دهه از استقلال این کشورها آن‌ها خود صنعتی‌سازی مجدد را آغاز کردند. در سه دهه گذشته سهم این کشورها در تولیدات صنعتی جهانی افزایش یافته‌است.
در زمینهٔ کاهش سهم سازمان همکاری اقتصادی و توسعه در تولید ناخالص داخلی جهان و برون سپاری تولید و خدمات صنعتی‌سازی به عنوان یک تضاد با [deindustrialization کم کردن نقش صنعت] در نظر گرفته شده است، روندی که تحت آن صنعت به خصوص تولید به خارج از کشور برده می‌شود و به دنبال معکوس کردن این روند است.

## علل صنعتی‌سازی مجدد
1. در زمینه، اقتصاد آسیا، صنعتی‌سازی مجدد یک فرایند طبیعی رشد اقتصادی است که در آن قدرت محرکه صنعتی مانند چین، هند و جنوب شرق آسیا در حال تجدید کردن دوباره اقتصاد خود هستند.
2. طرفداران صنعتی‌سازی مجدد بر این باورند که تولید صنعتی و دیگر مشاغل صنعتی از نظر اجتماعی و اقتصادی مطلوب تر از مشاغل در بخش خدمات یا سرمایه‌گذاری هستند.
3. نگرانی‌های ارتش یا امنیت ملی باعث ایجاد انگیزه برای صنعتی‌سازی مجدد شده است، که منعکس‌کننده تمایل برای خودکفایی و ترس برای مسیرهای تجاری و تأمین خطوط در زمان جنگ است.
4. سیاست‌های صنعتی‌سازی مجدد ممکن است منعکس‌کننده نگرانی‌هایی در مور موازنه تجاری باشد.[۲][۳][۴]

## فهرست حامیان
- پت بیوکنن
- ری کرزویل
- لیندن لاروش
- جاناتان ام. فلدمن
- نیک گریفین
- امانوئل آگورو